# Houquetot
Houquetot é uma comuna francesa na região administrativa da Normandia, no departamento de Sena Marítimo. Estende-se por uma área de 4,06 km². Em 2010 a comuna tinha 352 habitantes (densidade: 86,7 hab./km²).